# Д’Альтруи, Джузеппе
Джузеппе Д’Альтруи (итал. Giuseppe D'Altrui; 7 апреля 1934, Неаполь — 26 февраля 2024, Пескара) — итальянский ватерполист, выступавший за национальную сборную Италии по водному поло в период 1954—1964 годов. Чемпион летних Олимпийских игр в Риме, двукратный победитель Средиземноморских игр, бронзовый призёр чемпионата Европы. Член Зала славы мирового плавания.

## Биография
Джузеппе Д’Альтруи родился 7 апреля 1934 года в Неаполе, Италия. Состоял в местной команде Rari Nantes Napoli и в римском столичном клубе G.S. Fiamme Oro.
Первого серьёзного успеха на взрослом международном уровне добился в сезоне 1954 года, когда вошёл в основной состав итальянской национальной сборной и побывал на чемпионате Европы в Турине, откуда привёз награду бронзового достоинства.
В 1955 году одержал победу на Средиземноморских играх в Барселоне.
Благодаря череде удачных выступлений удостоился права защищать честь страны на летних Олимпийских играх 1956 года в Мельбурне, однако попасть здесь в число призёров не смог, став со своей командой четвёртым.
В 1959 году стал серебряным призёром Средиземноморских игр в Бейруте.
Находясь в числе лидеров ватерпольной команды Италии, благополучно прошёл отбор на Олимпийские игры 1960 года в Риме — на сей раз итальянцы заняли первое место и завоевали золотые олимпийские медали. Д’Альтруи при этом находился в статусе капитана команды, сыграл в шести матчах и забросил один мяч.
Став олимпийским чемпионом, Джузеппе Д’Альтруи остался в основном составе итальянской национальной сборной и продолжил принимать участие в крупнейших международных соревнованиях. Так, в 1963 году он выиграл домашние Средиземноморские игры в Неаполе.
Был капитаном сборной Италии на Олимпийских играх 1964 года в Токио — здесь итальянцы вновь расположились на четвёртой позиции. Всего сыграл за сборную 75 матчей.
Сын Джузеппе Марко (род. 1964) — известный ватерполист, олимпийский чемпион 1992 года, чемпион мира и Европы.
В 2010 году за выдающиеся спортивные достижения Джузеппе и Марко вместе были введены в Зал славы мирового плавания.
Умер 26 февраля 2024 года в возрасте 89 лет в Пескаре.